# Rue Dupetit-Thouars
Rue Dupetit-Thouars je ulice v Paříži v historické čtvrti Marais. Nachází se ve 3. obvodu.

## Poloha
Ulice vede od křižovatky s Rue de Picardie, Rue de la Corderie a Rue de Franche-Comté a končí u křižovatky s Rue du Temple.

## Historie
Ulice byla otevřena v roce 1809 na pozemku, který patřil k bývalému templářskému klášteru. Není jisté, po kom byla ulice pojmenována. Je jím buď mořeplavec Aristide Aubert Dupetit-Thouars nebo botanik Louis-Marie Aubert du Petit-Thouars (1758–1831).

## Zajímavé objekty
- Carreau du Temple
- dům č. 11: umělecká škola École Duperré